# Laufeia eucola
Laufeia eucola là một loài nhện trong họ Salticidae.
Loài này thuộc chi Laufeia. Laufeia eucola được Tord Tamerlan Teodor Thorell miêu tả năm 1890.